# Металургійний завод у Порт-Гедленд
Металургійний завод у Порт-Гедленд – колишній виробничий майданчик на північному заході Австралії.
Завод спорудила у 1996 – 1999 роках компанія BHP, яка обрала для нього майданчик в районі Бударі (Boodarie) неподалік від свого потужного залізорудного терміналу в Порт-Гедленді. Завод мав використовувати технологію прямого одержання та отримав два модулі загальною річною потужністю 2,3 млн тонн гарячебрикетованого заліза.  
Сировиною виступала залізорудна дрібниця, яку подавали від згаданого вище терміналу за допомогою конвеєра довжиною 7 кілометрів, що на своєму шляху проходив через тунель під гаванню. Цей же конвеєр призначався для зворотнього транспортування готової продукції. Необхідний для технологічного процесу та виробництва електроенергії природний газ отримували через газопровід Каррата – Порт-Гедленд.
З самого початку роботи завод стикнувся з численними технологічними проблемами, так що вже у 2000 році BHP списала свої капітальні вкладення в цей проект. Втім, компанія продовжила спроби налагодити роботу майданчика і в 2002/2003 фінансовому році змогла виробити 1,67 млн тонн продукції (в 1999/2000 році цей показник складав лише 0,42 млн тонн). У 2003/2004 встигли випустити 1,72 млн тонн, коли в ніч на 20 травня (тобто дещо більш ніж за місяць до завершення фінансового року) стався вибух, що призвів до загибелі 1 робітника, тоді як ще 3 зазнали серйозних опіків. 
Одразу після інциденту завод зупинили, а в 2005-му BHP прийняла рішення про його закриття. Наразі споруди комплексу знесені, за виключенням електростанції, що стала північним майданчиком ТЕС Порт-Гедленд.
Всього за 1999 – 2000 роки було виготовлено понад 5,7 млн тонн продукції.